# Discocainia
Discocainia — рід грибів родини Rhytismataceae. Назва вперше опублікована 1966 року.

## Класифікація
До роду Discocainia відносять 4 види:
- Discocainia arctica
- Discocainia laciniata
- Discocainia nervalis
- Discocainia treleasei